# Aimin
Aimin (en chino, 爱民; pinyin, Àimín) es un distrito urbano bajo la administración directa de la Prefectura Mudanjiang  en la Provincia de Heilongjiang, República Popular China.  Su área es de 436 km² y su población total para 2010 superó los 297 mil habitantes. 

## Administración
Desde julio de 2023, el  Distrito Aimin  se divide en 8 pueblos que se administran en 7 subdistritos y 1   poblado.